# Бомот Обертан
Бомот Обертан (фр. Beaumotte-Aubertans) насеље је и општина у источној Француској у региону Франш-Конте, у департману Горња Саона која припада префектури Везул.
По подацима из 2011. године у општини је живело 477 становника, а густина насељености је износила 35,15 становника/km². Општина се простире на површини од 13,57 km². Налази се на средњој надморској висини од 270 метара (максималној 328 m, а минималној 228 m).

## Демографија
| 1962. | 1968. | 1975. | 1982. | 1990. | 1999. | 2011. |
| ----- | ----- | ----- | ----- | ----- | ----- | ----- |
| 262   | 267   | 248   | 304   | 345   | 383   | 477   |

График промене броја становника у току последњих година